# Stare Pole (województwo pomorskie)

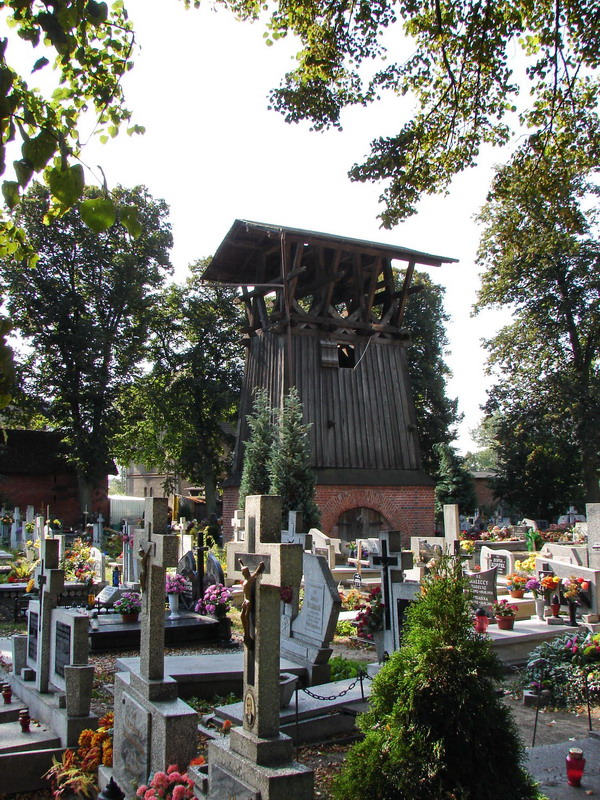
Zabytkowa dzwonnica w Starym Polu

Stare Pole (niem. Altfelde) – wieś w Polsce, położona w województwie pomorskim, w powiecie malborskim, w gminie Stare Pole, której jest siedzibą, na obszarze Żuław Elbląskich, na trasie linii kolejowej Malbork – Elbląg i przy drodze krajowej nr 22.

## Nazwa
12 listopada 1946 r. nadano miejscowości polską nazwę Stare Pole.

## Historia gminy
Stare Pole jest osadą słowiańską, wielokrotnie niszczoną przez powodzie Nogatu; do XVI w. obszar gminy był pokryty rozlewiskami jeziora Drużno. Na obszarze gminy we wsiach Janówka, Klecie, Dębowa Góra prowadzono badania archeologiczne, które dowodzą istnienia osadnictwa już od neolitu po wczesne średniowiecze. Ok. VI w. obszary położone na wschód od dolnej Wisły i Nogatu zajęli Prusowie, jednak osady słowiańskie zachowały się.
Na przełomie XIII i XIV w. sprowadzono na teren gminy zachodnich osadników, którzy z biegiem czasu schrystianizowali ludność tubylczą. Sprowadzenie Krzyżaków na Żuławy i uczynienie Malborka siedzibą zakonu spowodowały jeszcze większą pruską kolonizację tych obszarów i częściową zagładę miejscowej ludności. 14 lutego 1330 r. nastąpiła lokacja miejscowości Aldevelt (Altefelde) czyli nadanie praw wiejskich przez dzierzgońskiego mistrza zakonu krzyżackiego Luthra z Brunszwiku. Po upadku krzyżackiej potęgi, na mocy pokoju z 1466 r. miejscowość weszła w skład Prus Królewskich (ówczesne województwo malborskie).
W drugiej połowie XVI w. na obszar gminy sprowadzono osadników holenderskich, którzy przyczynili się do zwiększenia ilości ziem uprawnych (specjalizowali się w osuszaniu terenów błotnych i bagiennych). Na obszarze gminy, w miejscowości Szaleniec, zachował się cmentarz mennonicki (osadnicy należeli do tego odłamu protestantów). Mimo osuszania terenów i melioracji, powodzie były częste i niszczyły obszar gminy (największe straty materialne spowodowała powódź z 28 marca 1888 roku).
W 1880 r. uruchomiono w Starym Polu cukrownię z kapitałem początkowym 600 tys. marek, którą rozbudowano w 1903. W miejscowości istniała wówczas towarowo-osobowa kolej wąskotorowa i centrala telefoniczna, restauracja Richarda Krause, Villa Meske, zbudowany w l. 1857-70 dworzec kolei normalnotorowej, poczta z 1900 oraz liczne warsztaty rzemieślnicze. W tym czasie powstał bank spółdzielczy. W okresie przedwojennym w Starym Polu funkcjonowały szkoły ewangelicka i katolicka, kluby rowerzystów i piłki nożnej; grupa amatorów wystawiała przedstawienia teatralne. Praktykowało na terenie gminy kilku lekarzy i znajdowała się w niej apteka.
Po II wojnie światowej zniszczona miejscowość została zajęta przez wojska radzieckie. Ludność niemiecka została wysiedlona, a na teren gminy sprowadzono osadników z całej Polski. W latach 1975–1998 miejscowość należała administracyjnie do województwa elbląskiego.

## Zabytki
Według rejestru zabytków NID na listę zabytków wpisane są:
- zespół dawnego kościoła ewangelickiego, nr rej.: A-1393 z 20.07.1993:
  - kościół, obecnie rzymskokatolicki filialny pw. MB Królowej Polski, 1879[6]
  - cmentarz ewangelicki, obecnie rzymskokatolicki, po 1638, XIX-XX
  - dzwonnica, 2 poł. XIX, murowano-drewniana
  - kaplica-mauzoleum, 1912
- poczta, ul. Sienkiewicza 5, k. XIX, nr rej.: A-1538 z 24.05.1995
  - budynek gospodarczy, nr rej.: j.w.
  - ogrodzenie, nr rej.: j.w.
- zespół cukrowni, ul. Marynarki Wojennej 2, 1880, 1890–1940, nr rej.: A-1358 z 18.11.1991.

## Urodzeni w Starym Polu
- Alfred Eisenack – niemiecki paleontolog.
- Stefan Rydel – polski aktor scen krakowskich.

## Pomnik
Przy PODR-ze (Pomorskim Ośrodku Doradztwa Rolniczego) znajduje się pomnik krowy – rekordzistki pod względem dawania mleka (jedyny w Polsce).